# Condado de Putnam (Illinois)
O Condado de Putnam é um dos 102 condados do Estado americano de Illinois. A sede do condado é Hennepin, e sua maior cidade é Hennepin. O condado possui uma área de 446 km² (dos quais 32 km² estão cobertos por água), uma população de 6 086 habitantes, e uma densidade populacional de 15 hab/km² (segundo o censo nacional de 2000). O condado foi fundado em 13 de janeiro de 1825.